# Lite-On
Lite-On Technology Corporation est un constructeur informatique taïwanais.
La société est multi-spécialiste, elle est dirigée par David Lin et Raymond Soong. Elle produit des périphériques externes et internes, 
barebones et moniteurs.
Lite-On est leader dans la production de lecteurs et graveurs optique (la société sous-traite pour Microsoft et Sony).